# Киянка (Емильчинский район)
Кия́нка (укр. Киянка) — село на Украине, находится в Емильчинском районе Житомирской области.
Код КОАТУУ — 1821782701. Население по переписи 2001 года составляет 422 человека. Почтовый индекс — 11256. Телефонный код — 4149. Занимает площадь 2,702 км².

## Адрес местного совета
11256, Житомирская область, Емильчинский р-н, с. Киянка, ул. Житомирская, 18а